# Antoine Brutus Menier
Jean-Antoine Brutus Menier (17 de mayo de 1795 - 19 de diciembre de 1853) fue un emprendedor industrial francés, iniciador de la saga familiar de los Menier, dedicados al negocio de la fabricación de chocolate. 

## Semblanza
Nacido en Germain-de-Bourgeuil, Indre y Loira, Antoine Brutus Menier fue el tercer hijo de una familia de mercaderes. En 1811 se matriculó en la Academia Militar de La Flèche, donde estudió la composición de diversos fármacos. Al año siguiente, siendo un muchacho de 17 años, sirvió con el personal médico de La Grande Armée en la invasión napoleónica de Rusia. En 1813 estuvo empleado en el hospital militar Val-de-Grâce en París.
En 1816 se casó con Marie-Edmée Virginie Pichon. Con su considerable dote, fue capaz de iniciar el establecimiento de la Compañía de Utillaje Menier en el distrito parisino de Le Marais. A pesar de que no estaba certificado como farmacéutico, Menier empezó a preparar y vender una gran variedad de productos en polvo de uso medicinal. Esta rama del negocio creció rápidamente y en 1825 continuó su expansión a través de la adquisición de una segunda planta de producción situada a la orilla del río Marne en Noisiel, entonces un pequeño pueblo de menos de 200 habitantes en las afueras de París.
En aquella época el chocolate era utilizado como producto medicinal y constituía solo una parte más del negocio global de Menier. El éxito de la compañía llevó a una modernización de la planta de Noisel en 1830, transformándola en la primera fábrica de Francia con un proceso mecanizado de producción en masa de chocolate. Hacia 1832, la Compañía Menier ofrecía una amplia gama de preparados en polvo de uso medicinal, y empezó a publicar un catálogo detallado de su línea de productos. Potenciando la creciente tendencia del consumo del chocolate sólido, Menier introdujo en el mercado las tabletas de chocolate envueltas en un papel decorativo amarillo.
El éxito de su compañía le reportó a Antoine Brutus Menier un reconocimiento considerable en toda Francia, pero pronto empezó a ser criticado por carecer de la necesaria certificación para ejercer como farmacéutico en la fabricación de sus preparados medicinales. Sin embargo, en 1839 fue capaz de superar los exámenes necesarios, y recibió su diploma. Por su contribución al crecimiento de la economía de Francia, el gobierno le otorgó la Legión de Honor en 1842.
En la primavera de 1853 sufrió un derrame cerebral que le dejó paralizado, quedando la administración del negocio en manos de su hijo Emile-Justin Menier en el año en el que la producción de la compañía superó las 4.000 toneladas de chocolate. Antoine Brutus Menier murió en diciembre en su casa de Passy. Está enterrado en el Cementerio del Père-Lachaise en París.